# Kant e l'ornitorinco
Kant e l'ornitorinco è un libro di Umberto Eco, pubblicato per la prima volta nel 1997. È costituito da un insieme di saggi, scritti in dodici mesi. Nell'introduzione Eco spiega che il testo nasce per affrontare problemi rimasti aperti dopo la pubblicazione del Trattato di semiotica generale. Introduce il concetto di realismo contrattuale e avverte che questo testo, pur essendo teorico e filosofico, procede “per parabole”, cioè in modalità testuale e non grammaticale (facendo riferimento alla distinzione di Lotman).
Contenuto:
- 1. Sull'essere.

Un saggio sull'ontologia, il problema dell'essere. Qui Eco si confronta con Aristotele, Heidegger e Nietzsche per giungere ad affermare la necessità di riconoscere uno «zoccolo duro dell'essere», dunque delle linee di resistenza che non permettono di dire qualunque cosa. Emergono qui i temi del limite e del realismo negativo, che Eco riprenderà nell'ultima parte della sua produzione.
- 2. Kant, Peirce e l'ornitorinco.

Sul problema dello schema kantiano, confrontato con la teoria della percezione di Peirce. Ci si pone la domanda di come formuliamo i concetti empirici e come procediamo quando incontriamo un oggetto (come l'ornitorinco quando fu scoperto) di cui non abbiamo uno schema preesistente in una cultura.
- 3. Tipi cognitivi e contenuto molare.

In questo saggio Eco sviluppa i concetti di tipo cognitivo, contenuto nucleare e contenuto molare portando l'esempio dell'incontro degli aztechi con il cavallo, portato in America dagli spagnoli.
- 4. L'ornitorinco tra dizionario e enciclopedia.

La storia della scoperta e dell'identificazione dell'ornitorinco diventa esempio per tornare sulla differenziazione tra dizionario e enciclopedia e per riflettere sulle proprietà non-cancellabili che attribuiamo a un ente in un dato contesto.
- 5. Note sul riferimento come contratto.

In cui si esaminano una serie di casi in cui usiamo il linguaggio per riferirci a stati di cose reali, tra cui il Sarchiapone, animale protagonista di una gag di Walter Chiari, la cui unica caratteristica è quella di essere inventato.
- 6. Iconismo e ipoicone.

Eco ripercorre il dibattito sul tema dell'iconismo, apportando correzioni e autocritiche. Contiene un paragrafo sulle protesi, in cui si affronta il tema degli specchi.
Seguono due appendici: “Sulla denotazione” (ricostruzione storica del concetto da Aristotele ai moderni, passando per i medioevali) e “Croce, l'intuizione e il guazzabuglio”.